# Franktown Cave
Franktown Cave se encuentra a 25 millas al sur de Denver, Colorado, en el borde norte de la división Palmer. Es el refugio rocoso más grande documentado en la división Palmer, que contiene artefactos de muchas culturas prehistóricas. Los cazadores-recolectores prehistóricos ocuparon Franktown Cave de manera intermitente durante 8000 años, comenzando alrededor del 6400 a. C. El sitio contenía notables artefactos líticos y cerámicos, pero es más conocido por sus artefactos perecederos, que incluyen pieles de animales, madera, fibra y maíz. Se produjeron bienes materiales para su comodidad, simplificación de tareas y celebración religiosa. Hay evidencia de que el sitio es un campamento o vivienda tan reciente como 1725.

## Geografía
Franktown Cave es un refugio rocoso a 198 pies (60 m) sobre Willow Creek, un afluente de Cherry Creek que desemboca en el río South Platte en Denver, Colorado, a 25 millas al norte. Tiene más de 6,000 pies (1,800 m) de elevación.
Situado en Palmer Divide, que separa la cuenca del río South Platte de la cuenca del río Arkansas, Franktown Cave es su refugio rocoso documentado más grande en el área.: 6-8 Palmer Divide es una cresta este-oeste en el centro de Colorado que corre perpendicular a la Montañas Rocosas entre Denver y Colorado Springs y al este hasta Limón, Colorado. Monument Hill, es el punto más alto de la división a unos 7,500 pies (2,300 m).
 
La cueva se creó cuando el agua erosionó las capas suaves y solubles en agua de la formación Dawson Arkose a través de filtraciones debajo de una plataforma gruesa y dura del Conglomerado de Castle Rock. El área proporciona dos materias primas clave que se utilizaron para la fabricación de herramientas:
- Rock microcristalino en blanco chalcedony, ligero amarillo y caramel aquello estuvo formado de madera petrificada durante el Paleocene periodo. Puntos de proyectil y pequeños bifaces estuvo hecho de rock microcristalino.
- Montaña de pared tuff rhyolite del Oligocene edad para herramientas de escama.: 6–8

Cerca del refugio rocoso, los arroyos alimentados por manantiales atraviesan una tierra de matorrales de roble, llanuras de pastizales y abierto bosque de pinos ponderosa.

## Características físicas
Franktown Cave es el mayor refugio de rocas documentado en Palmer Divide. El voladizo mide unos 131 pies (40 metros) de ancho y mide 65,6 pies (20 metros) entre la línea de goteo y la pared posterior en la mitad norte del refugio. Aquí es donde se colocaron la mayoría de las excavaciones y se encontraron la mayoría de los artefactos. El refugio se divide naturalmente en un refugio inferior y superior. El refugio superior está en el lado sur y el refugio inferior está en el lado norte. Se ha producido muy poca excavación documentada en el refugio superior, porque tiene una delgada capa de sedimento sobre el lecho de roca y está periódicamente saturada de agua. Se han encontrado muy pocos artefactos en el refugio superior.

## Historia
Los períodos culturales prehistóricos del este de Colorado se identifican tradicionalmente como: indios paleoindios en las primeras fases, arcaica, cerámica y protohistórica. AD 1725.:: 1–2, 4 

### Periodos arcaicos
Las personas del período Arcaico se movían estacionalmente para recolectar plantas silvestres y cazar, como ciervos, antílopes y conejos. Al final del período arcaico, alrededor de 200-500 dC, se introdujo el maíz en la dieta y se hizo cerámica para almacenar y transportar alimentos.
Los períodos Arcaico temprano, medio y tardío están representados en la cueva de Franktown. El período inicial estuvo marcado por un estilo de vida nómada cazador-recolector en las montañas y las estribaciones, adaptado a la caza menor y una mayor dependencia de la recolección de plantas silvestres para la alimentación que sus antepasados paleoindios. Durante este período, se crearon nuevas herramientas de piedra para procesar y preparar plantas para las comidas. Gilmore afirma que el bisonte antiguo, la principal fuente de alimento para el Paleoindio, se extinguió debido a los cambios climáticos cada vez más cálidos y áridos del período Altitermal del Holoceno un período cálido hace aproximadamente 9,000 a 5,000 años. Para sobrevivir personas adaptadas cazando animales más pequeños y recolectando plantas, semillas y nueces.
A partir de 2005, Franktown Cave es el único sitio bien protegido de rocas que tiene evidencia de ocupación arcaica media en la divisoria de Palmer. Según la evidencia arqueológica, parece que las personas de las montañas tuvieron períodos de transición más largos a través de los períodos Arcaico y Cerámico que los de las Llanuras. Los residentes de la Cueva de Franktown que se adaptaron a la cultura de la montaña también tardaron en integrar la tecnología de arco y flecha y otros avances.

### Periodos cerámicos
El período de Cerámica Temprana, o Arbolado, comenzó en las Llanuras alrededor del año 0 DC, distinguiéndose por la introducción de la cerámica envuelta en cordón y el arco y la flecha. La gente también comenzó a vivir en pequeños asentamientos.
En Franktown, los artefactos de cerámica temprana incluyen fragmentos de cerámica, un fragmento de una canasta enrollada similar a los períodos anteriores y un pequeño punto con muescas en las esquinas, lo que parece indicar que la incorporación de nueva tecnología fue más lenta aquí que en otros sitios durante el período cerámico temprano.
Los artefactos de AD 780-1290, el período de cerámica medio, incluyen pequeños puntos distintivos de proyectil con muescas laterales, ropa, carbón, tiestos, una red de nervios y ramitas, y mazorcas de maíz. La red de nervios y ramitas es similar a los aros utilizados para los juegos de varias naciones nativas americanas. Los artefactos de Franktown del período arcaico reflejan la influencia de la cultura del sur de Apishapa de la cuenca de Arkansas y las personas de las llanuras republicanas superiores de la cuenca South Platte en el noreste de Colorado y el noroeste de Kansas. La cerámica tiene la forma cónica de la cerámica de Plains Woodland y las marcas y bordes del cordón de la cerámica republicana superior.
El tamaño de la población y la movilidad cambiaron durante los períodos arcaicos. El número de sitios tempranos del período Cerámico aumentó, lo que refleja un aumento de la población. En la fase cerámica media, hubo una marcada disminución en el número de sitios. Las personas se quedaron en un lugar por períodos más cortos y formaron parte de grupos más pequeños y móviles.

### Protohistoria
Los grupos de personas durante este período se volvieron mucho más diversos, tenían más probabilidades de establecerse en un lugar o un par de lugares, cultivar alimentos, domesticar animales, hacer cerámica y cestas, y realizar rituales ceremoniales. Los artefactos de 1540 a 1860, el último período prehistórico, incluyen mazorcas de maíz, puntas de flecha y lo que parecen ser fragmentos de cerámica de Dismal River Grey. Se cree que la gente de la cultura del río Dismal eran nativos americanos apaches. Si bien el período de cerámica media reflejó una disminución significativa de la población, parece que hubo un repunte en la población del este de Colorado durante el período protohistórico.

### Arqueología

#### Descripción de refugio del rock
El refugio rocoso, al abrigo de precipitaciones extremas y temperaturas extremas, miraba hacia el este. Es el refugio de rocas Palmer Divide más grande documentado a partir de 2005, que mide 40 pies (12 m) de ancho por 20 pies (6,1 m) en su punto más profundo. En el borde frontal de la cueva, grandes rocas proporcionaron una barrera protectora. Hay un nivel más bajo en la parte sur de la cueva y otros varios metros más arriba en el lado norte. La parte sur de la cueva estaba seca, lo que conserva la mayoría de los artículos excavados. El nivel superior tenía una filtración de agua y se encontraron pocos artefactos allí.

#### Artefactos
Se recuperaron más de 4000 artefactos de la cueva de Franktown en las décadas de 1940 y 1950. Se pueden dividir en cuatro categorías. Se excavaron 2180 artefactos de piedra astillada. Esto incluye puntos y fragmentos de proyectiles. Se recuperaron 234 artefactos de piedra, y también se recuperaron 862 tiestos. Los tiestos incluyen cordones marcados y productos simples. Se excavaron 351 artefactos perecederos. Esto incluye fibras, piel de animales, huesos y madera. También se recuperaron 791 ecofactos.: 6–8 Ecofactos como el maíz y otros restos de plantas, así como restos de animales, conchas y madera. Los artefactos y ecofactos perecederos son casi completamente desconocidos de los sitios en la cuenca del río Platte, y la cantidad y variedad de los artefactos encontrados no tiene parangón en la parte noreste del estado.
El examen de los recipientes de cerámica muestra que estaban hechos de parches de arcilla que luego se unieron y fortalecieron utilizando una técnica de paleta y yunque. Esta técnica es común en los sitios de Plains. También se descubrió que algunos de los materiales de los que estaba hecha la cerámica eran materiales locales. El análisis de la cerámica refleja que hubo una ocupación más intensiva de la Cueva de Franktown al final de la cerámica temprana y al comienzo de la cerámica media.
La investigación de los materiales tejidos indica afinidades técnicas con los pueblos del sur y sudoeste durante la transición arcaica temprana a media. Dichos materiales tejidos incluyen sandalias. Se descubrió que se hicieron diferentes tipos de sandalias para el invierno y el verano. Se usó una sandalia más compleja con correas destinadas a sostener calcetines de hierba en los meses más fríos, mientras que se usó una sandalia más ligera en los meses más cálidos.
La piel utilizada para la producción de ropa se encontró en los restos faunísticos. Había una gran cantidad de hueso de bisonte y otra fauna grande. La presencia de huesos de roedores, trampas y túnicas de piel de conejo sugiere que el juego pequeño también era importante. Otro artefacto perecedero encontrado fue un mocasín, que fue usado por el uso. Las fechas de AMS en el mocasín sugieren que se descartó en algún momento entre 980 y 1160 d. C.: 70 La tecnología lítica sugiere una gran dependencia de la madera petrificada, la riolita y la cuarcita disponibles localmente. Este patrón de gran dependencia de las materias primas locales se aplica a otros sitios en el área de Palmer Divide.
El maíz puede haber sido significativo para las personas que viven en Franktown Cave de diferentes maneras en diferentes momentos. La gente comenzó a usar maíz en la Cueva de Franktown en la transición de la era de la Cerámica Temprana a la Cerámica Media. Durante la Cerámica Media el clima era más húmedo y templado, y la población humana en el área era más alta.
Las excavaciones se llevaron a cabo de manera intermitente desde la década de 1940 se centró principalmente en el nivel inferior sur de la cueva. Se encontraron 4000 artículos prehistóricos en el sitio, 2180 de los cuales fueron artefactos de piedra astillada. La siguiente tabla muestra los artefactos encontrados por período cultural y período de tiempo, fechados por la espectrometría de masas con acelerador (AMS) y datación por radiocarbono.: 8–9
| Periodo cultural             | Edad de componente que / Contribuye Fechas | Cestas y cerámica                        | Ropa                                     | Planta / de maíz      | Stone               | Otro                               |
| ---------------------------- | ------------------------------------------ | ---------------------------------------- | ---------------------------------------- | --------------------- | ------------------- | ---------------------------------- |
| Temprano Arcaico6400-3800 BC | 6400-3800 BC                               |                                          |                                          |                       | Puntos de proyectil |                                    |
| Medio Arcaico3800-1250 BC    | 3350-2470 BC                               | Cesta enrollada                          | Sándalo, túnica de escondrijo del conejo |                       |                     |                                    |
| Tarde ArchaicAD 1250 - 150   | ANUNCIO 130-420                            |                                          |                                          |                       |                     | Charcoal                           |
| Temprano CeramicAD 150-1150  | ANUNCIO 660-800                            | Cesta enrollada, temprano cerámico sherd |                                          |                       |                     |                                    |
| Medio CeramicAD 1150-1540    | ANUNCIO 720-1290                           | Medio cerámico sherd, bol sencillo sherd | Legging, mocasín                         | Maíz cob              |                     | Charcoal, red/de ramita del Tendón |
| ProtohistoricAD 1540-1860    | ANUNCIO 1280-1950                          |                                          |                                          | Maíz cob, maíz kernel | Dismal River sherd  |                                    |

La Cueva de Franktown es similar al Distrito Arqueológico de la Cueva de Trinchera y la Cueva de la Cámara, todos los cuales mostraron evidencia significativa de residencia, incluida una gran cantidad de artículos perecederos. Los sitios Trinchera y Chamber Cave están ubicados al sur de Franktown Cave en la cuenca del río Arkansas y fueron influenciados por la gente del sur de las Grandes Llanuras.

#### Excavación y estudios
| Fecha   | Nombre                                                                                  | Comentarios |
| ------- | --------------------------------------------------------------------------------------- | --- |
| 1942    | Hugh Capps, un licenciado de la Universidad de Denver                                   | La primera excavación profesional. La colección de 208 excavó los elementos estuvieron dados a la Universidad de Departamento de Denver de Antropología                                                                                          |
| 1949    | Profesor Arnold Withers, Universidad de Departamento de Denver de Antropología          | Excavación, creación un mapa del interior de refugio del rock |
| 1952    | Profesor Arnold Withers, Universidad de Departamento de Denver de Antropología          | Excavación de un total de 1779 elementos, creación un mapa del interior de refugio del rock |
| 1956-57 | Gerold Thompson, estudiante de posgrado; Arnold Withers                                 | Excavación de 1292 elementos, integración con Universidad más temprana de hallazgos de Denver, creación de un mapa de mesa del avión del sitio y empezó un informe, pero era incapaz de completarles debido a su compromiso de servicios armado. |
| 1976    | Dr. Sarah Nelson, Universidad de Departamento de Denver de Antropología                 | Un sitio de un días investigación que colección y ubicación incluidas aproximadamente 570 elementos restantes y creación de fotografías y dibujos del sitio.                                                                                     |
| 2003    | Subvención de Fundación de Ciencia nacional, presumiblemente a la Universidad de Denver | Análisis y datando de elementos perecederos. |

Franktown Cave ha sido excavada durante los últimos cincuenta años. Hugh O. Capp, Jr. Fue el primero en excavar Franktown Cave en 1942. Trabajó en el extremo norte de la cueva. Dejó la Universidad de Denver con los artefactos en sacos de papel, junto con su informe y todos sus bocetos y fotografías. Lamentablemente, su informe nunca ha sido encontrado. Arnold Withers fue el siguiente en excavar la cueva. Withers excavó por primera vez en 1949 y luego nuevamente en 1952. Las únicas notas restantes asociadas con estas excavaciones son un mapa de Gilbert Wenger, que muestra las ubicaciones de cada "Stratitest" y los pozos de prueba, y un perfil estratigráfico dibujado por David Breternitz. Withers nunca escribió un informe de sus hallazgos en Franktown Cave.
Gerold "Tommy" Thompson fue el siguiente en excavar Franktown Cave en 1956 y 1957. Grabó mucho sobre su excavación. Thompson recuperó una sandalia y cordaje durante sus excavaciones. Analizó la sandalia y determinó que había al menos dos tipos de sandalias. Sandalias de invierno que tenían correas más complejas y un calcetín de hierba, y una sandalia de verano con correas más simples y sin calcetín de hierba. Charles W. Manz, analizó 500 piezas de restos líticos, residuos de escamas de la fabricación de herramientas de piedra en la colección Franktown Cave en 1973. Encontró que el 40% de los restos mostraba evidencia de rotura después de la deposición y el desgaste de las bolsas. Esto sugiere rotura después de la recolección debido a un manejo brusco o inadecuado. Su estudio indicó que las personas en Franktown Cave usaban principalmente herramientas oportunas de las materias primas disponibles localmente.
Sarah M. Nelson y Sarah Studenmund colaboraron en un artículo y descubrieron que la cerámica de la cueva de Franktown puede considerarse un solo tipo. No encontraron diferencias estadísticas entre la cerámica marcada con cordón y la lisa, excepto por la presencia o ausencia de las marcas.

El sitio también ha sido objeto de excavaciones antes de la década de 1940 por los Boy Scouts locales y ha sido objeto de saqueos a lo largo del tiempo.